# Ahmed Saif
Ahmed Saif (arabisch أحمد سيف, DMG Aḥmad Saif; * 1. Januar 1983 in Pakistan), auch Ahmed Saif Al Nasseri beziehungsweise Ahmed Saif al-Nasseri, Nisar Ahmed, Nisar Ahmed Saif, Nisar Ahmed Saifuddin, Nisar Ahmed Safuddin, Nisar Safuddin und Nisar Ahmed Safuddi, ist ein katarischer Snookerspieler, der zwischen 2013 und 2015 als erster Katarer auf der professionellen Snooker Main Tour spielte.

## Karriere
Saif wurde am 1. Januar 1983 geboren, allerdings nicht in Katar, sondern in Pakistan.
Ab Ende der 1990er einer der führenden Juniorenspieler Katars, wurde er 2001 katarischer Juniorenmeister. Ab dem gleichen Jahr sind für Saif Teilnahmen an internationalen Juniorenmeisterschaften nachweisbar, bei denen er ab und an bis in die Finalrunde kam, aber nie ein herausragendes Resultat erzielte. Außerhalb der Grenzen seines eigenen Landes feierte er beim Golf Cup der GCC-Länder erste Erfolge; 2003 war er dort Finalist der U21-Ausgabe, 2004 belegte er in der gleichen Kategorie Platz. Insbesondere im Vereinigten Königreich erregte er erste Aufmerksamkeit, als er 2004 das Viertelfinale der Pontins Spring Open erreichte, eines renommierten walisischen Amateurturnieres. 2005 nahm er unter dem Namen Nisar Ahmed Saif am ersten Event der Pontin’s International Open Series 2005/06 teil, schied aber früh aus. 2006 debütierte er im Rahmen des IBSF World Grand Prix 2006 bei der Amateurweltmeisterschaft der Herren, schied aber ebenfalls früh aus. Noch im selben Jahr kam er aber bei der Asienmeisterschaft unter die letzten 16 Spieler. Weitere Teilnahmen an vergleichbaren Turnieren erfolgten in den nächsten Jahren. Meistens hatte Saif wenig Erfolg, doch vor allem bei den Asian Indoor Games 2009 galt das Gegenteil. Er erreichte die Runde der letzten 32 des Snooker-Einzels und das Viertelfinale des Einzels im Six-Red-Snooker, bevor er zusammen mit Mohanna al-Obaidli und Khamis al-Obaidli Silber im Snooker-Team-Wettbewerb gewann; im Endspiel unterlagen sie dem indischen Team mit Manan Chandra, Aditya Mehta und Brijesh Damani. Zwischenzeitlich hatte Saif erstmals auch bei einem Profiturnier teilgenommen: als einer der führenden Spieler der arabischen Welt hatte er 2008 eine Wildcard für die Bahrain Championship bekommen, dort aber zum Auftakt gegen Robert Milkins verloren.
Weitere Teilnahmen an internationalen Meisterschaften führten den Katarer Anfang der 2010er unter anderem zweimal in die Runde der letzten 32 der Amateurweltmeisterschaft, in die Runde der letzten 24 der asiatischen Six-Red-Meisterschaft 2013 und ins Achtelfinale der Asienmeisterschaft 2012. Bei der Ausgabe 2011 der Panarabischen Spielen gewann Saif im Snooker-Einzel die Silber- und im Team-Pendant die Bronzemedaille. In dieser Zeit erhielt er Training vom Engländer Mike Russell, der einer von mehreren Trainern in Saifs Karriere war. Abgesehen davon nahm er Anfang 2010 an zwei Events der Players Tour Championship (PTC) teil, einer neuen Serie kleinerer, auch für Amateure zugänglicher Profiturniere. Hier schied er früh aus, ebenso wie im Snooker-Wettbewerb der Asienspiele 2010. 2013 probierte er bei der Q School sein Glück und besiegte im zweiten Event unter anderem Duane Jones und Michael Georgiou, ehe er das entscheidende Spiel mit 4:1 gegen Jamie Rhys Clarke gewann. Auf diesem Wege erhielt er eine Startberechtigung für die nächsten zwei Saisons der professionellen Snooker Main Tour. Er war dabei der erste katarische Profispieler in der Geschichte des Snookers. Während der Zeit lebte er weiterhin in Katar und flog für alle Turniere extra ins Vereinigte Königreich oder zu den jeweils alternativen Austragungsorte. Finanzielle Unterstützung erhielt er durch den katarischen Verband. Während der zwei Jahre verlor er fast alle seiner Spiele, nur zweimal konnte er gewinnen, davon einmal gegen einen chinesischen Amateur bei einem PTC-Event. Sein zweiter Sieg war über Anthony Hamilton in der ersten Runde der Welsh Open 2015 und bedeutete den ersten Sieg eines katarischen Profispielers bei einem vollwertigen Ranglistenturnier. Gleichzeitig spielte er mit einem 95er-Break das höchste Break seiner Profikarriere. Auf der Weltrangliste war er stets in den untersten Rängen zu finden; seine beste nachweisbare Platzierung war der 113. Rang. Im Sommer 2015 verlor er so seinen Profistatus wieder.
Saif probierte zwar, sich über die Q School 2015 gleich wieder für die Profitour zu qualifizieren und so doch weiterhin Profispieler bleiben zu können, scheiterte mit diesem Unterfangen aber. Nur kurze Zeit später trat er noch einmal bei einem Main-Tour-Turnier an, gemeinsam mit Ali Al Obaidli vertrat Saif Katar beim World Cup 2015. Die beiden belegten den fünften Platz ihrer Gruppe, womit sie jeweils 5.000 £ erhielten. Danach beschränkte er sich ausschließlich auf Amateurturniere und konnte dabei mit regelmäßigen Niederlagen in der Frühphase der jeweiligen Finalrunde ähnliche Resultate erzielen wie vor seiner Profizeit. 2017 nahm Saif in mehreren Disziplinen der Billard-Wettbewerbe an den Asian Indoor & Martial Arts Games 2017 teil. Im Snooker- und Six-Red-Einzel stand er jeweils im Achtelfinale, Im Snooker-Team-Wettbewerb erreichte Saif zusammen mit Ali Al Obaidli und Khamis al-Obaidli wie schon 2009 das Endspiel, verlor aber dieses Mal gegen das iranische Team mit Hossein Vafaei, Soheil Vahedi und Amir Sarkhosh. Danach konnte er noch unter anderem das Viertelfinale der Asienmeisterschaft 2018 und mehrere Achtelfinals erreichen. Im Team stand er 2019 mit Mohsen Abdulaziz Bukshaisha im Halbfinale des IBSF World Team Cups. Gleichzeitig nahm Saif auch rege an nationalen und regionalen Turnieren teil. 2022 durfte er am Snooker-Wettbewerb der World Games 2022 teilnehmen, verlor dort aber bereits sein Auftaktspiel gegen den späteren Bronzemedaillisten Darren Morgan.

## Erfolge (Auswahl)
Einzel
| Ausgang | Jahr | Turnier                              | Finalgegner      | Ergebnis  |
| ------- | ---- | ------------------------------------ | ---------------- | --------- |
| Sieger  | 2001 | Katarische Juniorenmeisterschaft     | unbekannt        | unbekannt |
| Zweiter | 2011 | Panarabische Spiele – Snooker-Einzel | Firas al-Shamini | 2:5       |
| Sieger  | 2013 | Q School – Event 2                   | Jamie Clarke     | 4:1       |

Team
| Ausgang | Jahr | Turnier                                | Teampartner                                | Gegner im Finale                               | Endstand |
| ------- | ---- | -------------------------------------- | ------------------------------------------ | ---------------------------------------------- | -------- |
| Zweiter | 2009 | Asian Indoor & Martial Arts Games      | Mohanna al-Obaidli Khamis al-Obaidli       | Manan Chandra Aditya Mehta Brijesh Damani      | 0:3      |
| Dritter | 2011 | Panarabische Spiele – Spiel um Platz 3 | Ali Al Obaidli Mohsen Abdulaziz Bukshaisha | Ali abd Mohsin Abbas al-Saedi Firas al-Shamini | 3:1      |
| Zweiter | 2017 | Asian Indoor & Martial Arts Games      | Ali Al Obaidli Khamis al-Obaidli           | Hossein Vafaei Soheil Vahedi Amir Sarkhosh     | 0:3      |